# Лемківська мова

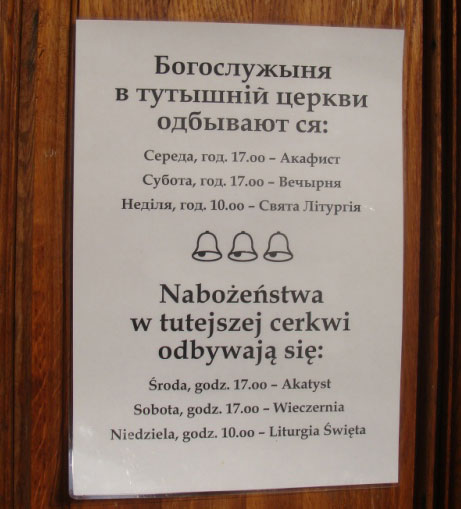
Оголошення на православній церкві Св. Володимира (1983–1996 р.р.) лемківською (лемківсько-горлицькою) мовою у Криниці, Польща

Ле́мківська (ле́мківсько-го́рлицька) мо́ва — літературний кодифікований говір південно-західного наріччя української мови, яка використовується у Польщі з 1990-х років. Вона схожа на русинську бесіду на Пряшівщині, русинську мову у її сучасній формі, яку пропагують політичні русинські організації на Закарпатті, бачвансько-русинську мікромову у Воєводині, але не є тотожною: ці літературні мікромови виникають на основі різних діалектів української мови (лемківського, середньозакарпатського, бойківського, гуцульського говорів, перехідних українсько-словацьких говірок), мають різну орфографію (на основі української літературної мови та на основі желехівки), фонетику, велику кількість запозичень з інших слов'янських мов (лемківська — з польської, русинська Пряшівщини — зі словацької, русинська Закарпаття — з церковнослов'янської, бачвансько-русинська — зі словацької та сербської). Ці чотири літературні мікромови іноді називають «русиньским языком», однак однією кодифікованою мовою вони не є.
Щодо поширення в Польщі назви «лемківська мова» (а не «руснацька», «русняцька», «руська», «русинська» чи «українська»), І. Красовський зазначав:
|  | Польскы шовіністы з неприязню ставилися до назвы «руснак» і особливо «украінец», а етнографічна назва «лемкы» не вызывала заперечнивых емоций поряд з польскыми етнографічными назвами як «кашубы», «гуралі» і ін. Так на західній Галичыні назвы лемкы, Лемківщына стали популярны. |

## Соціолінгвістичний статус
За переписом 2002 р. у Польщі мешкає 5,9 тис. осіб, які ідентифікують себе з лемками (за даними лемківських організацій — бл. 60 тис.), українців — 31 тис. Лемківською мікромовою вдома розмовляє 5.627 осіб (разом із польською — 4.168 осіб, лише лемківською — 1.459 осіб), українською літературною мовою вдома розмовляє 22.698 осіб (разом із польською — 19.303 осіб, лише українською — 3.395 осіб).
На сьогодні у Польщі діють два найбільші товариства, які об'єднують лемків — проукраїнське «Об'єднання лемків» та «Стоваришыня Лемків», яке пропагує ідею про лемків як окремий народ і лемківську мову як окрему від української. Є свідчення, що у тих районах Південно-східної Польщі, куди повернулися лемки після акції «Вісла», українську літературну мову вивчають щораз менше, натомість лемківську мікромову почали вивчати не лише українці, а й місцеві поляки.

## Кодифікація
Одна з перших відомих спроб створення підручників лемківської мови належить Мефодієві Трохановському в міжвоєнний період.
2000 р. Генрик Фонтанський та Мирослава Хом'як видали в Катовицях книгу «Ґраматыка лемківского языка», яка кодифікує правопис лемківської мови в Польщі. Цей правопис засновано на правописі української літературної мови з включенням літери ы для позначення звуку [ɨ], який зник в інших українських діалектах до XI ст., та виключаючи апостроф (правописи, які вживаються для «русинської мови» на Пряшівщині та бачвансько-русинської мікромови у Воєводині, засновані на желехівці, яка була найпоширенішим правописом української мови в Західній Україні до 1922 р.).
Окрім того з 1990-х р.р. видано «Перший Лемківско-Польскій Словник» (пол. Pierwszy Słownik Łemkowsko-Polski) Ярослава Горощака у 1993 р., літературу для дітей «А я знам азбуку. Лемківскій буквар» Петра Трохановського у 2003 р., «Мамо куп мі книжку. Антольоґія діточой поезиі» того ж автора у 1995 р.
З кінця 1980-х рр. у Польщі виходять книги (Петро Мурянка, Теодор Кузяк та ін.) та часописи лемківським говором, існує онлайн-радіо Lem.fm.
У багатьох сучасних іноземних виданнях лемківський говір розглядається саме як кодифікований діалект української мови (приклад — «Mali Rjecnik Lemkivskog Govora Ukrainskog Jezika» укр. «Малий словник лемківського говора української мови», Алекса Павлешин, Загреб, Хорватія, 2007 р.).

## Приклад мови
Велика кількість лемківських організацій («Світова федерація українських лемківських організацій», Всеукраїнське товариство «Лемківщина», «Молода Лемківщина», «Об'єднання лемків» у Польщі) виступають проти окремішності лемків і вважають їх етнічною групою українського народу. Польська україномовна газета «Наше слово» містить лемківську сторінку, де розміщуються матеріали лемківським говором української мови (різна орфографія).
Відомі польські мовознавці М. Лесюв (пол. M. Łesiów) та В. Мокрий вважають лемківський говір діалектом української мови.
| Деякі риси лемківської (лемківсько-горлицької) кодифікованої мови |
| - Полонізми у сфері економіки, адміністрації, політики тощо: пол. prawo jazdy → право ізды «водійські права», пол. urząd powiatowy → повітовий уряд «повітова адміністрація», пол. urząd podatkowy → податковий уряд «податкова адміністрація», пол. podatek bezpośredni → безпосередній податок «прямий податок», пол. potentat finansowy → фінансовий потентат «фінансовий гігант», пол. pociąg osobowy (towarowy, pośpieszny) → особовий (товаровий, поспішний) потяг «пасажирський потяг (вантажний потяг, потяг-експрес)». - у формі місцевого відмінку однини іменників жіночого роду замість літературного закінчення -ою вживається -ом: над ріком «над рікою». - у третій особі однини дієслів теперішнього часу замість закінчення -ть вживається закінчення -т: він крутит «він крутить». - існує лише твердий звук [r]: вітрак «вітряк». - у знахідному відмінку множини прикметників замість -ими вживається закінчення -ыма: великыма «великими». - регіоналізми неє «немає», лем «лише», товды «тоді». |